# Országos Munka- és Üzemegészségügyi Intézet
Az Országos Munka– és Üzemegészségügyi Intézet (rövidítve: OMÜI) egykor Magyarországon az Egészségügyi Minisztérium egyik módszertani, továbbképzési és tudományos alapintézménye (bázisintézménye) volt. Egy kormányrendelet hozta létre 1949. január 22-én Országos Munkaegészségügyi Intézet néven.

## Székhelye
1096 Budapest, IX. Nagyvárad tér 2.

## Története

### Elődei a második világháború előtt
- 1927 Országos Munkásbiztosító Intézet
- 1930  OTI Ólomvizsgáló Állomás
- 1933 Országos Társadalombiztosítási Intézet

### A második világháború után
- Az Országos Munkaegészségügyi Intézet felállításáról szóló 740/1949. (I. 22.) Korm. rendelet  hozta létre Országos Munkaegészségügyi Intézet néven, a munkaegészségügy kutatása, a gyakorlati feladatok szakirányítása és a munkaegészségügy oktatása céljából.
- 1975-ben a neve Országos Munka- és Üzemegészségügyi Intézet lett, miután feladatköre kibővült az üzemegészségüggyel kapcsolatos kutatással, szakirányítással és oktatással is.

### A rendszerváltás után
- 1998 Fodor József Országos Közegészségügyi Központ Országos Munkahigiénés és Foglalkozásegészségügyi Intézete
- 2007 Országos Munkahigiénés és Foglalkozás-egészségügyi Intézet
- 2012 Nemzeti Munkaügyi Hivatal - Munkavédelmi és Munkaügyi Igazgatóság Munkahigiénés és Foglalkozás-egészségügyi Főosztály
- 2014 Országos Tisztifőorvosi Hivatal Munkahigiénés és Foglalkozás-egészségügyi Főosztály
- 2017  Országos Közegészségügyi Intézet Munkahigiénés és Foglalkozás-egészségügyi Igazgatóság
- 2018 Nemzeti Népegészségügyi Központ

## Feladatköre
Feladata a munkaegészségügy tudományos művelése és oktatása, valamint egyes gyakorlati kérdések megoldása, pl. felvilágosító munkával a megelőzés érdekében. Az egészségre ártalmas munkakörök kutatása a megbetegedések számának csökkentése érdekében.  Munkaegészségügyi kérdésekben az üzemorvosok szakirányítása. Időszakos ellenőrzések végzése veszélyeztetett munkakörben dolgozók részére, e dolgozók gyógykezelése és gondozása.